# Ромееш Ивей
Ромееш Натаниел Ивей Белграве (на испански: Romeesh Nathaniel Ivey Belgrave) е панамски футболист, който играе на поста крило. Футболист от отборът на Ботев Враца.

## Кариера

### Алианса
Ивей започва професионалната си кариера в отбора на	Алианса от Панама Сити.

### Индепендиенте
На 19 февруари 2019 г. Ивей отбелязва два гола при победата с 4 – 0 над Торонто в мач от Шампионската лига на КОНКАКАФ. Това е и първата международна победа за Индепендиенте де ла Чорера.

### Етър
На 3 март 2021 г. отива под наем в отбора на Етър. Записва своя дебют на 7 март при победата с 3:1 като домакин на ЦСКА 1948.

### Спартак Варна
На 6 юни 2022 г. Ивей подписва със Спартак (Варна). Дебютира на 27 август при загубата с 3:2 като гост на Локомотив (София).
На 16 юли 2025 г. той прекратява договорът си със Спартак (Варна) по взаимно съгласие.

### Ботев Враца
На 18 юли 2025 г. Ботев Враца обявяват Ивей като свой футболист.

## Национална кариера
Прави дебюта си за националния отбор на Панама на 28 януари 2021 г. в приятелски мач със Сърбия, заменяйки Мисаел Акоста в 58-та минута.

## Успехи
Индепендиенте де ла Чорера
- Клаусура (1): 2018